# Sprangsevaart
Sprangsevaart is een buurtschap in de gemeente Waalwijk in de Nederlandse provincie Noord-Brabant. Het ligt even ten oosten van Sprang.
Hoofdplaats: Waalwijk      Dorpen: Capelle · Sprang · Vrijhoeve-Capelle · Waspik · Waspik-Zuid

Buurtschappen: Nieuwe-Vaart · Oosteind · Sprangsevaart

Noord-Brabant: Steden en dorpen      Nederland: Provincies · Gemeenten